# Kunti

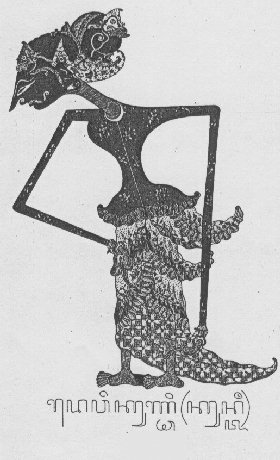
Kunti w jawajskim wayangu

Kunti (sanskryt: कुंती Kuṃtī) – matka najstarszych trzech braci Pandawów w hinduskim religijnym poemacie epickim Mahabharata. Jej historia jest również opowiedziana w Bhagawatapurana, gdzie opisuje filozofie oddania Krysznie, znaną jako Bhaktijoga. Kunti figuruje więc w wielu hinduskich tradycjach jako bardzo ważna postać, zwłaszcza u wyznawców Kryszny (waisznawów).

## Urodzenie i wychowanie
Jej ojcem był Shoorsen (Śũrasena) z klanu Vrishni i była nazwaną Pritha (Pṛthā). Była więc siostrą Wasudewy, ojca Kryszny. Została oddana w adopcji bezdzietnemu królowi Kuntibhoja, po czym stała się znana jako Kunti. Po jej pojawieniu się Kuntibhoja był błogosławiony dziećmi. Uważał, że to dzięki niej stał się szczęśliwy urok i opiekował się nią aż do jej ślubu.

## Dzieciństwo
Kiedy była młoda, Ryszi Durvasa przekazała jej mantrę, dzięki której Kunti mogła wezwać jakiekolwiek Dewa (bóstwo) i mieć z nim dziecko. Gdy Kunti spytała się czemu daje jej tę mantrę, stwierdził, że będzie jej przydatna w późniejszym życiu.
Kunti nie mogła uwierzyć w działanie mantry, więc postanowiła spróbować jej użyć. Bóg Surja się zjawił. Prosiła go by odszedł, lecz Surja wyjaśnił, że jest zobligowany do wypełnienia mantry przed powrotem. Po narodzeniu dziecka, Kunti porzuciła je w koszu na rzece. To dziecko zostało odnalezione i wzięte w opiekę przez woźnicę wozów i jego żonę i zostało przez nich nazwane Karna. Stał się on jedną z głównych postaci w Mahabharacie. Jego niejednoznaczne emocje do rodzonej matki odegrały w eposie istotną rolę.

## Późniejsze życie

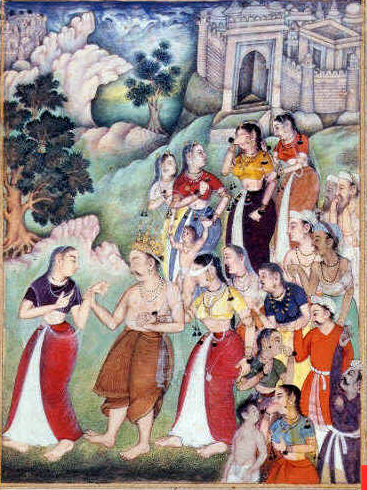
Kunti prowadzi Dhritarashtre i Gandhari wraz z nimi idąc na odosobnienie do lasu

Później, Kunti wyszła za mąż za księcia Pandu z Hastinapur. Wziął za drugą żonę Madri, lecz przez klątwę ryszi był niezdolnym do ojcostwa. Pewnego razu, gdy Pandu wyjechał na polowanie, wystrzelił strzałę w parę jeleni, która na jego nieszczęście okazała się mędrcem Kindama i jego żoną. Umierający mędrzec przeklął Pandu i tak jak on zabił ich w momencie zjednoczenia, tak moment jego połączenia z kobietą będzie jego ostatnim. Pogrążony w smutku, zdecydował się porzucić pałacowe życie by czynić pokuty i udał się do lasu ze swoimi żonami by żyć w dobrowolnym wygnaniu. Wówczas, gdy niegdzisiejszy król wyraża obawy o śmierci bezdzietnego, Kunti ujawniła swoją sekretną mantrę. Użyła jej trzykrotnie, wpierw odbierając Yudishtire od boga Jamy, następnie Bhime z rąk Waju i trzeciego Ardźune od Indry. Kunti przekazała mantrę Mardi, która urodziła bliźniaków, Nakulę i Sahadeve od bliźniaczych bogów Aświnów. Ta piątka znana jest jako Pandawowie.
Po śmierci Pandu i Madri, Kunti pozostawiono w opiece wszystkich pięciu synów. Po wielkiej bitwie pod Kurukszetrą, na starość idzie na odosobnienie do lasu, z przyrodnimi braćmi Dhritarashtra i Vidura, a także żoną Dhritarashtry Gandhari, gdzie razem giną w pożarze lasu.

## Charakter
Kunti jest postacią której ze względu na charakter opisany w Mahabharacie przyznawane jest wiele szacunku w tradycji hinduskiej. Jej działania są bardzo pobożne, jest wierną żoną i osobą o wielkiej samokontroli. Kunti zostało udzielone specjalne błogosławieństwo, które pozwoliło nosić jej synów niebiańskich dewów tyle razy ile zapragnie. Jednak Kunti nie nadużywała tego dobrodziejstwa, ograniczając się tylko do trzech synów. Pomimo próśb Pandu o więcej synów, Kunti trzymała się Śastr, które nie zalecają posiadania więcej niż 3 dzieci, gdy nie są one rodzone w zwyczajny sposób.
Na prośbę Pandu, podzieliła się specjalną mantrą z Mardi, jego drugą żoną.

## Dalsza lektura
Wiele z modlitw Kunti z Puran zostało opublikowane w 1970 roku jako część książki Bhaktiwedanta Swami Prabhupady zatytułowanych „Nauki Królowej Kunti”, która zawiera wiersze 18-43 z ósmego rozdziału Bhagawatapurany.